# لوكاس دا سيلفا روتشا
لوكاس دا سيلفا روتشا هو لاعب كرة قدم برازيلي في مركز الدفاع، ولد في 19 يونيو 1995 في Ilha das Flores ‏ في البرازيل. لعب مع أتلتيكو غويانيينسي وموانغتونغ يونايتد.

## وصلات خارجية
- لوكاس دا سيلفا روتشا على موقع قاعدة بيانات كرة القدم.إي يو (الإنجليزية)
- لوكاس دا سيلفا روتشا على موقع Soccerway.com (الإنجليزية)